# Tripsin
Tripsin (EC 3.4.21.4, alfa-tripsin, beta-tripsin, kokunaza, parenzim, parenzimol, triptar, tripur, pseudotripsin, tripcelim, sperm receptorska hidrolaza) je enzim. Ovaj enzim katalizuje sledeću hemijsku reakciju
Preferentno odvajanje: Arg-, Lys-
Jednolančani polipeptid goveđeg beta-tripsina se formira iz tripsinogena razlaganjem jedne peptidne veze.

## Spoljašnje veze
- Trypsin на 